# Kenneth Branagh
Kenneth Charles Branagh (født 10. december 1960 i Belfast, Nordirland) er en britisk instruktør, skuespiller og manuskriptforfatter.
Allerede som 23-årig spilllede han hovedroller i forestillinger med Royal Shakespeare Company.
Han er bl.a. kendt for sin rolle i sin egen indspilning af Hamlet og filmen Harry Potter og Hemmelighedernes Kammer.

## Filmografi
- Harry Potter og Hemmelighedernes Kammer (2002)
- Dunkirk (2017)
- Tenet (2020)